# Batu Bandung (Tiang Pumpung Kepungut)
Batu Bandung is een bestuurslaag in het regentschap Musi Rawas van de provincie Zuid-Sumatra, Indonesië. Batu Bandung telt 566 inwoners (volkstelling 2010).